# México en la Copa Mundial de Fútbol
La Selección de fútbol de México, ha estado presente en diecisiete ediciones de la Copa Mundial de Fútbol, siendo el quinto representativo nacional con más certámenes disputados detrás de Brasil (22), Alemania (20), Italia (18) y Argentina (18); y por ende el primero a nivel de Concacaf. En dos ocasiones fue anfitrión, en 1970 y 1986. Cuenta con solo cinco ausencias mundialistas, en Italia 1934, Francia 1938, Alemania Federal 1974, España 1982 e Italia 1990. En las ediciones de 1934, 1974 y 1982 no se clasificó, en la edición de 1938 declinó su participación en la fase clasificatoria y en la edición de 1990 fue sancionado por la FIFA para participar en la ronda de clasificación, debido al conocido caso de los cachirules.
En las diecisiete participaciones del seleccionado, en nueve ocasiones ha clasificado a la segunda fase, en siete ha alcanzado los octavos de final, mientras que en solo dos oportunidades ha alcanzado la fase de cuartos de final. La mejor presentación de México en un certamen mundial fue precisamente cuando fue sede en 1986 y finalizó en cuartos de final e inclusive finalizando de forma invicta. En cuanto a resultados, el marcador más abultado obtenido en copas mundiales fue el 4:0 sobre El Salvador en la Copa Mundial de México 1970, en ese mismo encuentro Ignacio Basaguren marcó el octingentésimo gol en Copas mundiales al minuto 83'.
La selección de México se encuentra en la decimotercera posición general de la clasificación histórica de este certamen, pese a que sea uno de los seleccionados que más participaciones tiene. Hasta la Copa Mundial de 2022 ha disputado 60 partidos, en los cuáles ha obtenido 17 victorias y 15 empates, además posee como récord negativo la mayor cantidad de derrotas con 28; en cuanto a goles se refiere, ha marcado 62 goles y recibido 101. Tiene el honor de haber disputado el primer encuentro en la historia de la Copa Mundial de la FIFA, el cual perdió 4:1 ante Francia en el Mundial de 1930.
En cuanto el apartamento goleador, Luis Hernández junto con Javier Hernández son los máximos goleadores mexicanos en este torneo con cuatro anotaciones; mientras que en cuanto al número de encuentros, Rafael Márquez lidera la lista con diecinueve apariciones.
También destacan las cinco participaciones del guardameta Antonio Carbajal, convirtiéndose en el primer futbolista en la historia que alcanzó dicha cantidad de mundiales disputados, esto de Brasil 1950 a Inglaterra 1966. Dicho registro sería empatado por cinco jugadores más, entre ellos los mexicanos Rafael Márquez (2002-2018) y Andrés Guardado (2006-2022).

## Uruguay 1930

### Grupo A
| Equipo    | Pts | PJ | PG | PE | PP | GF | GC | Dif |
| --------- | --- | -- | -- | -- | -- | -- | -- | --- |
| Argentina | 6   | 3  | 3  | 0  | 0  | 10 | 4  | 6   |
| Chile     | 4   | 3  | 2  | 0  | 1  | 5  | 3  | 2   |
| Francia   | 2   | 3  | 1  | 0  | 2  | 4  | 3  | 1   |
| México    | 0   | 3  | 0  | 0  | 3  | 4  | 13 | -9  |

| 13 de julio de 1930, 15:00                                          | Francia                                         | 4:1 (3:0) | México      | Estadio Pocitos, Montevideo                                |                                                            |
|                                                                     | Laurent 19' · Langiller 40' · Maschinot 43' 87' | Reporte   | Carreño 70' | Asistencia: 4444 espectadores Árbitro(s): Domingo Lombardi | Asistencia: 4444 espectadores Árbitro(s): Domingo Lombardi |
| Lucien Laurent marcó el primer gol en la historia de los mundiales. |                                                 |           |             |                                                            |                                                            |

| 16 de julio de 1930, 14:45 | Chile                       | 3:0 (2:0) | México | Estadio Parque Central, Montevideo                         |                                                            |
|                            | Subiabre 3' 52' · Vidal 65' | Reporte   |        | Asistencia: 9249 espectadores Árbitro(s): Henry Christophe | Asistencia: 9249 espectadores Árbitro(s): Henry Christophe |

| 19 de julio de 1930, 15:00 | Argentina                                          | 6:3 (3:1) | México                           | Estadio Centenario, Montevideo                             |                                                            |
|                            | Stábile 8' 17' 80' · Zumelzú 12' 55' · Varallo 53' | Reporte   | Rosas 42' (pen.) 65' · Gayón 75' | Asistencia: 42 100 espectadores Árbitro(s): Ulises Salcedo | Asistencia: 42 100 espectadores Árbitro(s): Ulises Salcedo |

### Estadísticas
| Equipo | Equipo  | Pts | PJ | PG | PE | PP | GF | GC | Dif | Rend  |
| ------ | ------- | --- | -- | -- | -- | -- | -- | -- | --- | ----- |
| 11     | Bélgica | 0   | 2  | 0  | 0  | 2  | 0  | 4  | -4  | 0,00% |
| 12     | Bolivia | 0   | 2  | 0  | 0  | 2  | 0  | 8  | -8  | 0,00% |
| 13     | México  | 0   | 3  | 0  | 0  | 3  | 4  | 13 | -9  | 0,00% |

### Goleadores y asistencias
| Jugador       | Anotado | A. | Min. |
| ------------- | ------- | -- | ---- |
| Manuel Rosas  | 2       | 0  | 270  |
| Roberto Gayón | 1       | 0  | 180  |
| Juan Carreño  | 1       | 0  | 270  |

## Brasil 1950

### Grupo A
| Equipo     | Pts | PJ | PG | PE | PP | GF | GC | Dif |
| ---------- | --- | -- | -- | -- | -- | -- | -- | --- |
| Brasil     | 5   | 3  | 2  | 1  | 0  | 8  | 2  | 6   |
| Yugoslavia | 4   | 3  | 2  | 0  | 1  | 7  | 3  | 4   |
| Suiza      | 3   | 3  | 1  | 1  | 1  | 4  | 6  | -2  |
| México     | 0   | 3  | 0  | 0  | 3  | 2  | 10 | -8  |

| 24 de junio de 1950, 15:00 | Brasil                                   | 4:0 (1:0) | México | Estadio Maracaná, Río de Janeiro                          |                                                           |
|                            | Ademir 30' 79' · Jair 65' · Baltasar 71' | Reporte   |        | Asistencia: 81 649 espectadores Árbitro(s): George Reader | Asistencia: 81 649 espectadores Árbitro(s): George Reader |

| 28 de junio de 1950, 15:15 | Yugoslavia                                    | 4:1 (2:0) | México           | Estadio Eucaliptos, Porto Alegre                           |                                                            |
|                            | Bobek 20' · Cajkovski 23' 51' · Tomasevic 81' | Reporte   | Ortiz 89' (pen.) | Asistencia: 11 078 espectadores Árbitro(s): Reginald Leafe | Asistencia: 11 078 espectadores Árbitro(s): Reginald Leafe |

| 2 de julio de 1950, 15:40 | Suiza                   | 2:1 (2:0) | México      | Estadio Eucaliptos, Porto Alegre                      |                                                       |
|                           | Bader 10' · Antenen 44' | Reporte   | Casarín 89' | Asistencia: 3580 espectadores Árbitro(s): Ivan Eklind | Asistencia: 3580 espectadores Árbitro(s): Ivan Eklind |

### Estadísticas
| Equipo | Equipo   | Pts | PJ | PG | PE | PP | GF | GC | Dif | Rend |
| ------ | -------- | --- | -- | -- | -- | -- | -- | -- | --- | ---- |
| 11     | Paraguay | 1   | 2  | 0  | 1  | 1  | 2  | 4  | -2  | 25%  |
| 12     | México   | 0   | 3  | 0  | 0  | 3  | 2  | 10 | -8  | 0%   |
| 13     | Bolivia  | 0   | 1  | 0  | 0  | 1  | 0  | 8  | -8  | 0%   |

### Goleadores y asistencias
| Jugador         | Anotado | A. | Min. |
| --------------- | ------- | -- | ---- |
| Horacio Casarín | 1       | 0  | 270  |
| Héctor Ortiz    | 1       | 0  | 270  |

## Suiza 1954

### Grupo A
| Equipo     | Pts | PJ | PG | PE | PP | GF | GC | Dif |
| ---------- | --- | -- | -- | -- | -- | -- | -- | --- |
| Brasil     | 3   | 2  | 1  | 1  | 0  | 6  | 1  | 5   |
| Yugoslavia | 3   | 2  | 1  | 1  | 0  | 2  | 1  | 1   |
| Francia    | 2   | 2  | 1  | 0  | 1  | 3  | 3  | 0   |
| México     | 0   | 2  | 0  | 0  | 2  | 2  | 8  | -6  |

| 16 de junio de 1954                             | Brasil                                                | 5:0 (4:0) | México | Stade des Charmilles, Ginebra                               |                                                             |
|                                                 | Baltazar 23' · Didí 29' · Pinga 34' 42' · Julinho 80' | Reporte   |        | Asistencia: 13 000 espectadores Árbitro(s): Raymon Wyssling | Asistencia: 13 000 espectadores Árbitro(s): Raymon Wyssling |
| Brasil estrena su nueva camiseta verdeamarelha. |                                                       |           |        |                                                             |                                                             |

| 19 de junio de 1954 | Francia                                             | 3:2 (1:0) | México                      | Stade des Charmilles, Ginebra                             |                                                           |
|                     | Vincent 19' · Cárdenas 49' (a.g.) · Kopa 88' (pen.) | Reporte   | Lamadrid 54' · Balcázar 85' | Asistencia: 19 000 espectadores Árbitro(s): Manuel Asensi | Asistencia: 19 000 espectadores Árbitro(s): Manuel Asensi |

### Estadísticas
| Equipo | Equipo         | Pts | PJ | PG | PE | PP | GF | GC | Dif | Rend  |
| ------ | -------------- | --- | -- | -- | -- | -- | -- | -- | --- | ----- |
| 12     | Bélgica        | 1   | 2  | 0  | 1  | 1  | 5  | 8  | -3  | 25,0% |
| 13     | México         | 0   | 2  | 0  | 0  | 2  | 2  | 8  | -6  | 0,0%  |
| 14     | Checoslovaquia | 0   | 2  | 0  | 0  | 2  | 0  | 7  | -7  | 0,0%  |

### Goleadores y asistencias
| Jugador        | Anotado | A. | Min. |
| -------------- | ------- | -- | ---- |
| Tomás Balcázar | 1       | 0  | 180  |
| José Lamadrid  | 1       | 0  | 180  |

## Suecia 1958

### Grupo C
| Equipo  | Pts | PJ | PG | PE | PP | GF | GC | Dif |
| ------- | --- | -- | -- | -- | -- | -- | -- | --- |
| Suecia  | 5   | 3  | 2  | 1  | 0  | 5  | 1  | 4   |
| Gales   | 5   | 4  | 1  | 3  | 0  | 4  | 3  | 1   |
| Hungría | 3   | 4  | 1  | 1  | 2  | 7  | 5  | 2   |
| México  | 1   | 3  | 0  | 1  | 2  | 1  | 8  | -7  |

| 8 de junio de 1958, 14:00 | Suecia                                  | 3:0 (1:0) | México | Estadio Råsunda, Solna                                        |                                                               |
|                           | Simonsson 17' 64' · Liedholm 57' (pen.) | Reporte   |        | Asistencia: 45 000 espectadores Árbitro(s): Nickolaj Latychev | Asistencia: 45 000 espectadores Árbitro(s): Nickolaj Latychev |

| 11 de junio de 1958, 19:00 | México       | 1:1 (0:1) | Gales         | Estadio Råsunda, Solna                                  |                                                         |
|                            | Belmonte 89' | Reporte   | Allchurch 32' | Asistencia: 25 000 espectadores Árbitro(s): Leo Lemesic | Asistencia: 25 000 espectadores Árbitro(s): Leo Lemesic |

| 15 de junio de 1958, 19:00 | Hungría                                  | 4:0 (1:0) | México | Estadio Järnvallen, Sandviken                             |                                                           |
|                            | Tichy 19' 46' · Sándor 54' · Bencsis 69' | Reporte   |        | Asistencia: 13 300 espectadores Árbitro(s): Arne Eriksson | Asistencia: 13 300 espectadores Árbitro(s): Arne Eriksson |

### Estadísticas
| Equipo | Equipo  | Pts | PJ | PG | PE | PP | GF | GC | Dif | Rend  |
| ------ | ------- | --- | -- | -- | -- | -- | -- | -- | --- | ----- |
| 14     | Escocia | 1   | 3  | 0  | 1  | 2  | 4  | 6  | -2  | 16,7% |
| 15     | Austria | 1   | 3  | 0  | 1  | 2  | 2  | 7  | -5  | 16,7% |
| 16     | México  | 1   | 3  | 0  | 1  | 2  | 1  | 8  | -7  | 16,7% |

### Goleadores y asistencias
| Jugador        | Anotado | A. | Min. |
| -------------- | ------- | -- | ---- |
| Jaime Belmonte | 1       | 0  | 180  |

## Chile 1962

### Grupo C
| Equipo         | Pts | PJ | PG | PE | PP | GF | GC | Dif |
| -------------- | --- | -- | -- | -- | -- | -- | -- | --- |
| Brasil         | 5   | 3  | 2  | 1  | 0  | 4  | 1  | 3   |
| Checoslovaquia | 3   | 3  | 1  | 1  | 1  | 2  | 3  | -1  |
| México         | 2   | 3  | 1  | 0  | 2  | 3  | 4  | -1  |
| España         | 2   | 3  | 1  | 0  | 2  | 2  | 3  | -1  |

| 30 de mayo de 1962, 15:00 | Brasil                 | 2:0 (0:0) | México | Est. Sausalito, Viña del Mar                                 |                                                              |
|                           | Zagallo 56' · Pelé 73' | Reporte   |        | Asistencia: 10 484 espectadores Árbitro(s): Gottfried Dienst | Asistencia: 10 484 espectadores Árbitro(s): Gottfried Dienst |

| 3 de junio de 1962, 15:00 | España    | 1:0 (0:0) | México | Est. Sausalito, Viña del Mar                               |                                                            |
|                           | Peiró 90' | Reporte   |        | Asistencia: 11 875 espectadores Árbitro(s): Branko Tesanic | Asistencia: 11 875 espectadores Árbitro(s): Branko Tesanic |

| 7 de junio de 1962, 15:00 | México                                           | 3:1 (2:1) | Checoslovaquia | Est. Sausalito, Viña del Mar                                 |                                                              |
| | Díaz 12' · Del Águila 29' · Hernández 90' (pen.) | Reporte   | Masek 1'       | Asistencia: 10 648 espectadores Árbitro(s): Gottfried Dienst | Asistencia: 10 648 espectadores Árbitro(s): Gottfried Dienst |
| El gol de Vaclav Masek se dio a los 15 segundos del partido, convirtiéndolo en el más rápido del Mundial hasta antes del gol de Hakan Sukur en el 2002. Primera victoria de México en los Mundiales. |                                                  |           |                |                                                              |                                                              |

### Estadísticas
| Equipo | Equipo    | Pts | PJ | PG | PE | PP | GF | GC | Dif | Rend  |
| ------ | --------- | --- | -- | -- | -- | -- | -- | -- | --- | ----- |
| 10     | Argentina | 3   | 3  | 1  | 1  | 1  | 2  | 3  | -1  | 50,0% |
| 11     | México    | 2   | 3  | 1  | 0  | 2  | 3  | 4  | -1  | 33,3% |
| 12     | España    | 2   | 3  | 1  | 0  | 2  | 2  | 3  | -1  | 33,3% |

### Goleadores y asistencias
| Jugador            | Anotado | A. | Min. |
| ------------------ | ------- | -- | ---- |
| Isidoro Díaz       | 1       | 0  | 270  |
| Alfredo del Águila | 1       | 0  | 270  |
| Héctor Hernández   | 1       | 0  | 270  |

## Inglaterra 1966

### Grupo A
| Equipo     | Pts | PJ | PG | PE | PP | GF | GC | Dif |
| ---------- | --- | -- | -- | -- | -- | -- | -- | --- |
| Inglaterra | 5   | 3  | 2  | 1  | 0  | 4  | 0  | 4   |
| Uruguay    | 4   | 3  | 1  | 2  | 0  | 2  | 1  | 1   |
| México     | 2   | 3  | 0  | 2  | 1  | 1  | 3  | -2  |
| Francia    | 1   | 3  | 0  | 1  | 2  | 2  | 5  | -3  |

| 13 de julio de 1966, 19:30 | Francia     | 1:1 (0:0) | México    | Estadio de Wembley, Londres                                    |                                                                |
|                            | Hausser 62' | Reporte   | Borja 48' | Asistencia: 69 000 espectadores Árbitro(s): Menachem Ashkenazi | Asistencia: 69 000 espectadores Árbitro(s): Menachem Ashkenazi |

| 16 de julio de 1966, 19:30 | Inglaterra              | 2:0 (1:0) | México | Estadio de Wembley, Londres                                   |                                                               |
|                            | Charlton 37' · Hunt 75' | Reporte   |        | Asistencia: 92 000 espectadores Árbitro(s): Concetto Lo Bello | Asistencia: 92 000 espectadores Árbitro(s): Concetto Lo Bello |

| 19 de julio de 1966, 16:30 | Uruguay | 0:0     | México | Estadio de Wembley, Londres                               |                                                           |
|                            |         | Reporte |        | Asistencia: 61 000 espectadores Árbitro(s): Bertil Loeoew | Asistencia: 61 000 espectadores Árbitro(s): Bertil Loeoew |

### Estadísticas
| Equipo | Equipo  | Pts | PJ | PG | PE | PP | GF | GC | Dif | Rend  |
| ------ | ------- | --- | -- | -- | -- | -- | -- | -- | --- | ----- |
| 11     | Brasil  | 2   | 3  | 1  | 0  | 2  | 4  | 6  | -2  | 33,3% |
| 12     | México  | 2   | 3  | 0  | 2  | 1  | 1  | 3  | -2  | 33,3% |
| 13     | Francia | 1   | 3  | 0  | 1  | 2  | 2  | 5  | -3  | 16,6% |

### Goleadores y asistencias
| Jugador       | Anotado | A. | Min. |
| ------------- | ------- | -- | ---- |
| Enrique Borja | 1       | 0  | 270  |

## México 1970

### Grupo A
| Equipo          | Pts | PJ | PG | PE | PP | GF | GC | Dif |
| --------------- | --- | -- | -- | -- | -- | -- | -- | --- |
| Unión Soviética | 5   | 3  | 2  | 1  | 0  | 6  | 1  | 5   |
| México          | 5   | 3  | 2  | 1  | 0  | 5  | 0  | 5   |
| Bélgica         | 2   | 3  | 1  | 0  | 2  | 4  | 5  | -1  |
| El Salvador     | 0   | 3  | 0  | 0  | 3  | 0  | 9  | -9  |

| 31 de mayo de 1970, 12:00 | México | 0:0     | Unión Soviética | Estadio Azteca, México, D. F.                                 |                                                               |
|                           |        | Reporte |                 | Asistencia: 107 160 espectadores Árbitro(s): Kurt Tschenscher | Asistencia: 107 160 espectadores Árbitro(s): Kurt Tschenscher |

| 7 de junio de 1970, 12:00 | México                                         | 4:0 (1:0) | El Salvador | Estadio Azteca, México, D. F.                                   |                                                                 |
|                           | Valdivia 45' 46' · Fragoso 58' · Basaguren 83' | Reporte   |             | Asistencia: 103 058 espectadores Árbitro(s): Aly Hussein Kandil | Asistencia: 103 058 espectadores Árbitro(s): Aly Hussein Kandil |

| 11 de junio de 1970, 16:00                                           | México          | 1:0 (1:0) | Bélgica | Estadio Azteca, México, D. F.                                        |                                                                      |
|                                                                      | Peña 14' (pen.) | Reporte   |         | Asistencia: 108 192 espectadores Árbitro(s): Norberto Ángel Coerezza | Asistencia: 108 192 espectadores Árbitro(s): Norberto Ángel Coerezza |
| Primera clasificación de México a la fase final de una Copa Mundial. |                 |           |         |                                                                      |                                                                      |

### Cuartos de final
| 14 de junio de 1970, 12:00 | Italia                                        | 4:1 (1:1) | México       | Estadio Luis Gutiérrez Dosal, Toluca                       |                                                            |
|                            | Guzmán 25' (a.g.) · Riva 63' 76' · Rivera 70' | Reporte   | González 13' | Asistencia: 26 851 espectadores Árbitro(s): Ruedi Scheurer | Asistencia: 26 851 espectadores Árbitro(s): Ruedi Scheurer |

### Estadísticas
| Equipo | Equipo          | Pts | PJ | PG | PE | PP | GF | GC | Dif | Rend  |
| ------ | --------------- | --- | -- | -- | -- | -- | -- | -- | --- | ----- |
| 5      | Unión Soviética | 5   | 4  | 2  | 1  | 1  | 6  | 2  | +4  | 62,5% |
| 6      | México          | 5   | 4  | 2  | 1  | 1  | 6  | 4  | +2  | 62,5% |
| 7      | Perú            | 4   | 4  | 2  | 0  | 2  | 9  | 9  | 0   | 50,0% |

### Goleadores y estadísticas
| Jugador            | Anotado | A. | Min. |
| ------------------ | ------- | -- | ---- |
| Javier Valdivia    | 2       | 0  | 323  |
| Javier Fragoso     | 1       | 0  | 360  |
| Ignacio Basaguren  | 1       | 0  | 51   |
| Gustavo Peña       | 1       | 1  | 360  |
| José Luis González | 1       | 0  | 248  |

## Argentina 1978

### Grupo B
| Equipo           | Pts | PJ | PG | PE | PP | GF | GC | Dif |
| ---------------- | --- | -- | -- | -- | -- | -- | -- | --- |
| Polonia          | 5   | 3  | 2  | 1  | 0  | 4  | 1  | 3   |
| Alemania Federal | 4   | 3  | 1  | 2  | 0  | 6  | 0  | 6   |
| Túnez            | 3   | 3  | 1  | 1  | 1  | 3  | 2  | 1   |
| México           | 0   | 3  | 0  | 0  | 3  | 2  | 12 | -10 |

| 2 de junio de 1978, 16:45                            | Túnez                                  | 3:1 (0:1) | México             | Estadio Lisandro de la Torre, Rosario                   |                                                         |
|                                                      | Kaabi 55' · Ghommidh 79' · Dhouieb 87' | Reporte   | Vázquez 45' (pen.) | Asistencia: 17 396 espectadores Árbitro(s): John Gordon | Asistencia: 17 396 espectadores Árbitro(s): John Gordon |
| Primera victoria de un equipo africano en Mundiales. |                                        |           |                    |                                                         |                                                         |

| 6 de junio de 1978, 16:45 | Alemania Federal                                                 | 6:0 (4:0) | México | Estadio Olímpico de Córdoba, Córdoba                     |                                                          |
|                           | D.Müller 15' · H.Müller 30' · Rummenigge 38' 73' · Flohe 44' 89' | Reporte   |        | Asistencia: 35 258 espectadores Árbitro(s): Farouk Bouzo | Asistencia: 35 258 espectadores Árbitro(s): Farouk Bouzo |

| 10 de junio de 1978, 16:45 | Polonia                    | 3:1 (1:0) | México     | Estadio Lisandro de la Torre, Rosario                    |                                                          |
|                            | Boniek 43' 84' · Deyna 56' | Reporte   | Rangel 52' | Asistencia: 22 651 espectadores Árbitro(s): Jafar Namdar | Asistencia: 22 651 espectadores Árbitro(s): Jafar Namdar |

### Estadísticas
| Equipo | Equipo  | Pts | PJ | PG | PE | PP | GF | GC | Dif | Rend  |
| ------ | ------- | --- | -- | -- | -- | -- | -- | -- | --- | ----- |
| 14     | Irán    | 1   | 3  | 0  | 1  | 2  | 2  | 8  | -6  | 16,6% |
| 15     | Hungría | 0   | 3  | 0  | 0  | 3  | 3  | 8  | -5  | 0,0%  |
| 16     | México  | 0   | 3  | 0  | 0  | 3  | 2  | 12 | -10 | 0,0%  |

### Goleadores y asistencias
| Jugador              | Anotado | A. | Min. |
| -------------------- | ------- | -- | ---- |
| Víctor Rangel        | 1       | 0  | 270  |
| Arturo Vázquez Ayala | 1       | 1  | 270  |

## México 1986

### Grupo B
| Equipo   | Pts | PJ | PG | PE | PP | GF | GC | Dif |
| -------- | --- | -- | -- | -- | -- | -- | -- | --- |
| México   | 5   | 3  | 2  | 1  | 0  | 4  | 2  | 2   |
| Paraguay | 4   | 3  | 1  | 2  | 0  | 4  | 3  | 1   |
| Bélgica  | 3   | 3  | 1  | 1  | 1  | 5  | 5  | 0   |
| Irak     | 0   | 3  | 0  | 0  | 3  | 1  | 4  | -3  |

| 3 de junio de 1986, 12:00 | Bélgica         | 1:2 (1:2) | México                     | Estadio Azteca, México, D. F.                                |                                                              |
|                           | Vandenbergh 45' | Reporte   | Quirarte 23' · Sánchez 39' | Asistencia: 110 000 espectadores Árbitro(s): Carlos Espósito | Asistencia: 110 000 espectadores Árbitro(s): Carlos Espósito |

| 7 de junio de 1986, 12:00 | México    | 1:1 (1:0) | Paraguay   | Estadio Azteca, México, D. F.                                |                                                              |
|                           | Flores 3' | Reporte   | Romero 85' | Asistencia: 114 600 espectadores Árbitro(s): George Courtney | Asistencia: 114 600 espectadores Árbitro(s): George Courtney |

| 11 de junio de 1986, 12:00 | Irak | 0:1 (0:0) | México       | Estadio Azteca, México, D. F.                               |                                                             |
|                            |      | Reporte   | Quirarte 54' | Asistencia: 103 763 espectadores Árbitro(s): Zoran Petrovic | Asistencia: 103 763 espectadores Árbitro(s): Zoran Petrovic |

### Octavos de final
| 15 de junio de 1986, 12:00 | México                   | 2:0 (1:0) | Bulgaria | Estadio Azteca, México, D. F.                                     |                                                                   |
|                            | Negrete 34' · Servín 61' | Reporte   |          | Asistencia: 114 580 espectadores Árbitro(s): Romualdo Arppi Filho | Asistencia: 114 580 espectadores Árbitro(s): Romualdo Arppi Filho |

### Cuartos de final
| 21 de junio de 1986, 16:00                               | Alemania Federal                        | 0:0 (t. s.)(4:1 p.)        | México                      | Estadio Universitario, Monterrey                       |                                                        |
|                                                          |                                         | Reporte                    |                             | Asistencia: 41 700 espectadores Árbitro(s): Jesús Díaz | Asistencia: 41 700 espectadores Árbitro(s): Jesús Díaz |
|                                                          |                                         | Tiros desde el punto penal |                             |                                                        |                                                        |
|                                                          | Allofs · Brehme · Matthäus · Littbarski |                            | Negrete · Quirarte · Servín |                                                        |                                                        |
| Primer partido de la Segunda Fase que termina sin goles. |                                         |                            |                             |                                                        |                                                        |

### Estadísticas
| Equipo | Equipo | Pts | PJ | PG | PE | PP | GF | GC | Dif | Rend  |
| ------ | ------ | --- | -- | -- | -- | -- | -- | -- | --- | ----- |
| 5      | Brasil | 9   | 5  | 4  | 1  | 0  | 10 | 1  | +9  | 90,0% |
| 6      | México | 8   | 5  | 3  | 2  | 0  | 6  | 2  | +4  | 80,0% |
| 7      | España | 7   | 5  | 3  | 1  | 1  | 11 | 4  | +7  | 70,0% |

### Goleadores y asistencias
| Jugador           | Anotado | A. | Min. |
| ----------------- | ------- | -- | ---- |
| Fernando Quirarte | 2       | 1  | 450  |
| Hugo Sánchez      | 1       | 3  | 360  |
| Luis Flores       | 1       | 0  | 244  |
| Manuel Negrete    | 1       | 1  | 450  |
| Raúl Servín       | 1       | 1  | 450  |

## Estados Unidos 1994

### Grupo E
| Equipo  | Pts | PJ | PG | PE | PP | GF | GC | Dif |
| ------- | --- | -- | -- | -- | -- | -- | -- | --- |
| México  | 4   | 3  | 1  | 1  | 1  | 3  | 3  | 0   |
| Irlanda | 4   | 3  | 1  | 1  | 1  | 2  | 2  | 0   |
| Italia  | 4   | 3  | 1  | 1  | 1  | 2  | 2  | 0   |
| Noruega | 4   | 3  | 1  | 1  | 1  | 1  | 1  | 0   |

| 19 de junio de 1994, 16:00 | Noruega    | 1:0 (0:0) | México | RFK Memorial Stadium, Washington D. C.                  |                                                         |
|                            | Rekdal 84' | Reporte   |        | Asistencia: 52 395 espectadores Árbitro(s): Sándor Puhl | Asistencia: 52 395 espectadores Árbitro(s): Sándor Puhl |

| 24 de junio de 1994, 12:30 | México         | 2:1 (1:0) | Irlanda      | Citrus Bowl, Orlando                                           |                                                                |
|                            | García 42' 65' | Reporte   | Aldridge 84' | Asistencia: 60 790 espectadores Árbitro(s): Kurt Röthlisberger | Asistencia: 60 790 espectadores Árbitro(s): Kurt Röthlisberger |

| 28 de junio de 1994, 12:30 | Italia      | 1:1 (0:0) | México     | RFK Memorial Stadium, Washington                               |                                                                |
|                            | Massaro 48' | Reporte   | Bernal 57' | Asistencia: 52 535 espectadores Árbitro(s): Francisco Lamolina | Asistencia: 52 535 espectadores Árbitro(s): Francisco Lamolina |

### Octavos de final
| 5 de julio de 1994, 16:30 EDT | México                                    | 1:1 (1:1, 1:1) (t. s.)(1:3 p.) | Bulgaria                                  | Giants Stadium, Nueva York                                  |                                                             |
|                               | García Aspe 18' (pen.)                    | Reporte                        | Stoichkov 6'                              | Asistencia: 71 030 espectadores Árbitro(s): Jamal Al Sharif | Asistencia: 71 030 espectadores Árbitro(s): Jamal Al Sharif |
|                               |                                           | Tiros desde el punto penal     |                                           |                                                             |                                                             |
|                               | García Aspe · Bernal · Rodríguez · Suárez |                                | Balakov · Guenchev · Borimirov · Letchkov |                                                             |                                                             |

### Estadísticas
| Equipo | Equipo         | Pts | PJ | PG | PE | PP | GF | GC | Dif | Rend  |
| ------ | -------------- | --- | -- | -- | -- | -- | -- | -- | --- | ----- |
| 12     | Arabia Saudita | 6   | 4  | 2  | 0  | 2  | 5  | 6  | -1  | 50,0% |
| 13     | México         | 5   | 4  | 1  | 2  | 1  | 4  | 4  | 0   | 41,7% |
| 14     | Estados Unidos | 4   | 4  | 1  | 1  | 2  | 3  | 4  | -1  | 33,3% |

### Goleadores y asistencias
| Jugador             | Anotado | A. | Min. |
| ------------------- | ------- | -- | ---- |
| Luis García Postigo | 2       | 3  | 312  |
| Marcelino Bernal    | 1       | 0  | 289  |
| Alberto García-Aspe | 1       | 2  | 270  |

## Francia 1998

### Grupo E
| Equipo        | Pts | PJ | PG | PE | PP | GF | GC | Dif |
| ------------- | --- | -- | -- | -- | -- | -- | -- | --- |
| Países Bajos  | 5   | 3  | 1  | 2  | 0  | 7  | 2  | 5   |
| México        | 5   | 3  | 1  | 2  | 0  | 7  | 5  | 2   |
| Bélgica       | 3   | 3  | 0  | 3  | 0  | 3  | 3  | 0   |
| Corea del Sur | 1   | 3  | 0  | 1  | 2  | 2  | 9  | -7  |

| 13 de junio de 1998 | Corea del Sur | 1:3 (1:0) | México                         | Stade Gerland, Lyon                                      |                                                          |
|                     | Seok-Ju 28'   | Reporte   | Peláez 51' · Hernández 74' 84' | Asistencia: 39 100 espectadores Árbitro(s): Günter Benko | Asistencia: 39 100 espectadores Árbitro(s): Günter Benko |

| 20 de junio de 1998, 17:30 | Bélgica         | 2:2 (1:0) | México                              | Parc Lescure, Burdeos                                   |                                                         |
|                            | Wilmots 43' 47' | Reporte   | García Aspe 55' (pen.) · Blanco 62' | Asistencia: 31 800 espectadores Árbitro(s): Hugh Dallas | Asistencia: 31 800 espectadores Árbitro(s): Hugh Dallas |

| 25 de junio de 1998, 16:00 | Países Bajos             | 2:2 (2:0) | México                     | Stade Geoffroy-Guichard, Saint-Étienne                           |                                                                  |
|                            | Cocu 4' · R. de Boer 18' | Reporte   | Peláez 75' · Hernández 90' | Asistencia: 30 600 espectadores Árbitro(s): Abdul Rahman Al Zaid | Asistencia: 30 600 espectadores Árbitro(s): Abdul Rahman Al Zaid |

### Octavos de final
| 29 de junio de 1998, 16:30 | Alemania                     | 2:1 (0:0) | México        | Stade de la Mosson, Montpellier                                |                                                                |
|                            | Klinsmann 75' · Bierhoff 86' | Reporte   | Hernández 47' | Asistencia: 29 800 espectadores Árbitro(s): Vítor Melo Pereira | Asistencia: 29 800 espectadores Árbitro(s): Vítor Melo Pereira |

### Estadísticas
| Equipo | Equipo   | Pts | PJ | PG | PE | PP | GF | GC | Dif | Rend  |
| ------ | -------- | --- | -- | -- | -- | -- | -- | -- | --- | ----- |
| 12     | Nigeria  | 6   | 4  | 2  | 0  | 2  | 6  | 9  | -3  | 50,0% |
| 13     | México   | 5   | 4  | 1  | 2  | 1  | 8  | 7  | 1   | 41,7% |
| 14     | Paraguay | 5   | 4  | 1  | 2  | 1  | 3  | 2  | 1   | 41,7% |

### Goleadores y asistencias
| Jugador             | Anotado | A. | Min. |
| ------------------- | ------- | -- | ---- |
| Luis Hernández      | 4       | 1  | 360  |
| Ricardo Peláez      | 2       | 1  | 84   |
| Cuauhtémoc Blanco   | 1       | 2  | 360  |
| Alberto García Aspe | 1       | 1  | 314  |

## Corea del Sur y Japón 2002

### Grupo G
| Equipo  | Pts | PJ | PG | PE | PP | GF | GC | Dif |
| ------- | --- | -- | -- | -- | -- | -- | -- | --- |
| México  | 7   | 3  | 2  | 1  | 0  | 4  | 2  | 2   |
| Italia  | 4   | 3  | 1  | 1  | 1  | 4  | 3  | 1   |
| Croacia | 3   | 3  | 1  | 0  | 2  | 2  | 3  | -1  |
| Ecuador | 3   | 3  | 1  | 0  | 2  | 2  | 4  | -2  |

| 3 de junio de 2002, 15:30 | Croacia | 0:1 (0:0) | México            | Estadio del Gran Cisne, Niigata                    |                                                    |
|                           |         | Reporte   | Blanco 60' (pen.) | Asistencia: 32 239 espectadores Árbitro(s): Jun Lu | Asistencia: 32 239 espectadores Árbitro(s): Jun Lu |

| 9 de junio de 2002, 15:30 | México                     | 2:1 (1:1) | Ecuador    | Estadio de Miyagi, Miyagi                                |                                                          |
|                           | Borgetti 28' · Torrado 57' | Reporte   | Delgado 5' | Asistencia: 45 610 espectadores Árbitro(s): Mourad Daami | Asistencia: 45 610 espectadores Árbitro(s): Mourad Daami |

| 13 de junio de 2002, 20:30 | México       | 1:1 (1:0) | Italia        | Estadio del Gran Ojo, Ōita                               |                                                          |
|                            | Borgetti 34' | Reporte   | Del Piero 85' | Asistencia: 39 291 espectadores Árbitro(s): Carlos Simon | Asistencia: 39 291 espectadores Árbitro(s): Carlos Simon |

### Octavos de final
| 17 de junio de 2002, 15:30 | México | 0:2 (0:1) | Estados Unidos           | Estadio Mundialista, Jeonju                                    |                                                                |
|                            |        | Reporte   | McBride 8' · Donovan 65' | Asistencia: 36 380 espectadores Árbitro(s): Vitor Melo Pereira | Asistencia: 36 380 espectadores Árbitro(s): Vitor Melo Pereira |

### Estadísticas
| Equipo | Equipo    | Pts | PJ | PG | PE | PP | GF | GC | Dif | Rend  |
| ------ | --------- | --- | -- | -- | -- | -- | -- | -- | --- | ----- |
| 10     | Dinamarca | 7   | 4  | 2  | 1  | 1  | 5  | 5  | 0   | 58,3% |
| 11     | México    | 7   | 4  | 2  | 1  | 1  | 4  | 4  | 0   | 58,3% |
| 12     | Irlanda   | 6   | 4  | 1  | 3  | 0  | 6  | 3  | 3   | 50,0% |

### Goleadores y asistencias
| Jugador           | Anotado | A. | Min. |
| ----------------- | ------- | -- | ---- |
| Jared Borgetti    | 2       | 0  | 315  |
| Cuauhtémoc Blanco | 1       | 1  | 352  |
| Gerardo Torrado   | 1       | 1  | 348  |

## Alemania 2006

### Grupo D
| Equipo   | Pts | PJ | PG | PE | PP | GF | GC | Dif |
| -------- | --- | -- | -- | -- | -- | -- | -- | --- |
| Portugal | 9   | 3  | 3  | 0  | 0  | 5  | 1  | 4   |
| México   | 4   | 3  | 1  | 1  | 1  | 4  | 3  | 1   |
| Angola   | 2   | 3  | 0  | 2  | 1  | 1  | 2  | -1  |
| Irán     | 1   | 3  | 0  | 1  | 2  | 2  | 6  | -4  |

| 11 de junio de 2006, 18:00 | México                    | 3:1 (1:1) | Irán             | Est. de la Copa Mundial, Núremberg                          |                                                             |
|                            | Bravo 28' 76' · Sinha 79' | Reporte   | Golmohammadi 36' | Asistencia: 41 000 espectadores Árbitro(s): Roberto Rosetti | Asistencia: 41 000 espectadores Árbitro(s): Roberto Rosetti |

| 16 de junio de 2006, 21:00 | México | 0:0     | Angola | Est. de la Copa Mundial, Hanóver                           |                                                            |
|                            |        | Reporte |        | Asistencia: 43 000 espectadores Árbitro(s): Shamsul Maidin | Asistencia: 43 000 espectadores Árbitro(s): Shamsul Maidin |

| 21 de junio de 2006, 16:00 | Portugal                      | 2:1 (2:1) | México      | Est. de la Copa Mundial, Gelsenkirchen                   |                                                          |
|                            | Maniche 6' · Simão 24' (pen.) | Reporte   | Fonseca 29' | Asistencia: 52 000 espectadores Árbitro(s): Ľuboš Micheľ | Asistencia: 52 000 espectadores Árbitro(s): Ľuboš Micheľ |

### Octavos de final
México enfrentó a Argentina en octavos de final, a pesar de comenzar con un gol a favor al minuto 5', cuatro minutos después Hernán Crespo empató el partido, el resultado se mantuvo así hasta los 90' minutos, por lo que siguió un alargue, a los 98', Maxi Rodríguez marcó el tanto que dejó a México fuera del mundial.
| 24 de junio de 2006, 21:00 | Argentina                  | 2:1 (1:1, 1:1) (t. s.) | México     | Zentralstadion, Leipzig                                     |                                                             |
|                            | Crespo 10' · Rodríguez 98' | Reporte                | Márquez 6' | Asistencia: 43 000 espectadores Árbitro(s): Massimo Busacca | Asistencia: 43 000 espectadores Árbitro(s): Massimo Busacca |

### Estadísticas
| Equipo | Equipo    | Pts | PJ | PG | PE | PP | GF | GC | Dif | Rend  |
| ------ | --------- | --- | -- | -- | -- | -- | -- | -- | --- | ----- |
| 14     | Suecia    | 5   | 4  | 1  | 2  | 1  | 3  | 4  | -1  | 41,6% |
| 15     | México    | 4   | 4  | 1  | 1  | 2  | 5  | 5  | 0   | 33,3% |
| 16     | Australia | 4   | 4  | 1  | 1  | 2  | 5  | 6  | -1  | 33,3% |

### Goles y asistencias
| Posición | Jugador           | Anotado | As. | Min. | PJ | GP |
| 19°      | Omar Bravo        | 2       | 0   | 270  | 3  | 0  |
| -------- | ----------------- | ------- | --- | ---- | -- | -- |
| 36°      | Sinha             | 1       | 1   | 186  | 4  | 0  |
| 84°      | Francisco Fonseca | 1       | 0   | 264  | 4  | 0  |
| 100°     | Rafael Márquez    | 1       | 0   | 390  | 4  | 0  |
| —        | Mario Méndez      | 0       | 2   | 379  | 4  | 0  |
| —        | Guillermo Franco  | 0       | 1   | 129  | 3  | 0  |
| —        | Pável Pardo       | 0       | 1   | 307  | 4  | 0  |

## Sudáfrica 2010

### Grupo A
| Equipo    | Pts | PJ | PG | PE | PP | GF | GC | Dif |
| --------- | --- | -- | -- | -- | -- | -- | -- | --- |
| Uruguay   | 7   | 3  | 2  | 1  | 0  | 4  | 0  | 4   |
| México    | 4   | 3  | 1  | 1  | 1  | 3  | 2  | 1   |
| Sudáfrica | 4   | 3  | 1  | 1  | 1  | 3  | 5  | -2  |
| Francia   | 1   | 3  | 0  | 1  | 2  | 1  | 4  | -3  |

| 11 de junio de 2010, 16:00 | Sudáfrica      | 1:1 (0:0) | México      | Estadio Soccer City, Johannesburgo                          |                                                             |
|                            | Tshabalala 55' | Reporte   | Márquez 79' | Asistencia: 84 490 espectadores Árbitro(s): Ravshan Irmatov | Asistencia: 84 490 espectadores Árbitro(s): Ravshan Irmatov |

| 17 de junio de 2010, 20:30 | Francia | 0:2 (0:0) | México                            | Estadio Peter Mokaba, Polokwane                              |                                                              |
|                            |         | Reporte   | Hernández 64' · Blanco 79' (pen.) | Asistencia: 35 370 espectadores Árbitro(s): Khalil Al Ghamdi | Asistencia: 35 370 espectadores Árbitro(s): Khalil Al Ghamdi |

| 22 de junio de 2010, 16:00 | México | 0:1 (0:1) | Uruguay    | Estadio Royal Bafokeng, Rustenburg                        |                                                           |
|                            |        | Reporte   | Suárez 43' | Asistencia: 33 425 espectadores Árbitro(s): Viktor Kassai | Asistencia: 33 425 espectadores Árbitro(s): Viktor Kassai |

### Octavos de final
| 27 de junio de 2010, 20:30 | Argentina                   | 3:1 (2:0) | México        | Estadio Soccer City, Johannesburgo                          |                                                             |
|                            | Tévez 26' 52' · Higuaín 33' | Reporte   | Hernández 71' | Asistencia: 84 377 espectadores Árbitro(s): Roberto Rosetti | Asistencia: 84 377 espectadores Árbitro(s): Roberto Rosetti |

### Estadísticas
| Pos. | Equipo        | Pts. | PJ | PG | PE | PP | GF | GC | Dif | Rend. |
| ---- | ------------- | ---- | -- | -- | -- | -- | -- | -- | --- | ----- |
| 13   | Inglaterra    | 5    | 4  | 1  | 2  | 1  | 3  | 5  | -2  | 41,7% |
| 14   | México        | 4    | 4  | 1  | 1  | 2  | 4  | 5  | -1  | 33,3% |
| 15   | Corea del Sur | 4    | 4  | 1  | 1  | 2  | 6  | 8  | -2  | 33,3% |

### Goles y asistencias
| Posición | Jugador           | Anotado | As. | Min. | PJ | GP |
| 19°      | Javier Hernández  | 2       | 0   | 169  | 4  | 0  |
| -------- | ----------------- | ------- | --- | ---- | -- | -- |
| 39°      | Rafael Márquez    | 1       | 1   | 360  | 4  | 0  |
| 49°      | Cuauhtémoc Blanco | 1       | 0   | 112  | 3  | 1  |
| —        | Andrés Guardado   | 0       | 1   | 142  | 3  | 0  |
| —        | Gerardo Torrado   | 0       | 1   | 360  | 4  | 0  |

## Brasil 2014

### Grupo A
| Equipo  | Pts | PJ | PG | PE | PP | GF | GC | Dif |
| ------- | --- | -- | -- | -- | -- | -- | -- | --- |
| Brasil  | 7   | 3  | 2  | 1  | 0  | 7  | 2  | 5   |
| México  | 7   | 3  | 2  | 1  | 0  | 4  | 1  | 3   |
| Croacia | 3   | 3  | 1  | 0  | 2  | 6  | 6  | 0   |
| Camerún | 0   | 3  | 0  | 0  | 3  | 1  | 9  | -8  |

| 13 de junio de 2014, 13:00 | México      | 1:0 (0:0) | Camerún | Estadio das Dunas, Natal                                  |                                                           |
|                            | Peralta 61' | Reporte   |         | Asistencia: 39 216 espectadores Árbitro(s): Wilmar Roldán | Asistencia: 39 216 espectadores Árbitro(s): Wilmar Roldán |

| 17 de junio de 2014, 16:00 | Brasil | 0:0     | México | Estadio Castelão, Fortaleza                              |                                                          |
|                            |        | Reporte |        | Asistencia: 60 342 espectadores Árbitro(s): Cüneyt Çakir | Asistencia: 60 342 espectadores Árbitro(s): Cüneyt Çakir |

| 23 de junio de 2014, 17:00 | Croacia     | 1:3 (0:0) | México                                     | Arena Pernambuco, Recife                                    |                                                             |
|                            | Perišić 87' | Reporte   | Márquez 72' · Guardado 75' · Hernández 82' | Asistencia: 41 212 espectadores Árbitro(s): Ravshan Irmatov | Asistencia: 41 212 espectadores Árbitro(s): Ravshan Irmatov |

### Octavos de final
| 29 de junio de 2014, 13:00 | Países Bajos                           | 2:1 (0:0) | México         | Estadio «Castelão», Fortaleza                             |                                                           |
|                            | Sneijder 88' · Huntelaar 90'+4' (pen.) | Reporte   | Dos Santos 48' | Asistencia: 58 870 espectadores Árbitro(s): Pedro Proença | Asistencia: 58 870 espectadores Árbitro(s): Pedro Proença |

### Estadísticas
| Pos. | Equipo | Pts. | PJ | PG | PE | PP | GF | GC | Dif | Rend. |
| ---- | ------ | ---- | -- | -- | -- | -- | -- | -- | --- | ----- |
| 9    | Chile  | 7    | 4  | 2  | 1  | 1  | 6  | 4  | 2   | 58,3% |
| 10   | México | 7    | 4  | 2  | 1  | 1  | 5  | 3  | 2   | 58,3% |
| 11   | Suiza  | 6    | 4  | 2  | 0  | 2  | 7  | 7  | 0   | 50%   |

## Rusia 2018

### Grupo F
| Selección     | Pts | PJ | PG | PE | PP | GF | GC | Dif |
| ------------- | --- | -- | -- | -- | -- | -- | -- | --- |
| Suecia        | 6   | 3  | 2  | 0  | 1  | 5  | 2  | 3   |
| México        | 6   | 3  | 2  | 0  | 1  | 3  | 4  | -1  |
| Corea del Sur | 3   | 3  | 1  | 0  | 2  | 3  | 3  | 0   |
| Alemania      | 3   | 3  | 1  | 0  | 2  | 2  | 4  | -2  |

| 17 de junio de 2018 | Alemania | 0:1 (0:1) | México     | Estadio Olímpico Luzhnikí, Moscú                            |                                                             |
| 18:00 MSK (UTC+3)   |          | Reporte   | Lozano 35' | Asistencia: 78 011 espectadores Árbitro(s): Alireza Faghani | Asistencia: 78 011 espectadores Árbitro(s): Alireza Faghani |

| 23 de junio de 2018 | Corea del Sur   | 1:2 (0:1) | México                          | Rostov Arena, Rostov del Don                              |                                                           |
| 18:00 MSK (UTC+3)   | H. M. Son 90+3' | Reporte   | Vela 26' (pen.) · Hernández 66' | Asistencia: 43 472 espectadores Árbitro(s): Milorad Mažić | Asistencia: 43 472 espectadores Árbitro(s): Milorad Mažić |

| 27 de junio de 2018                                                                             | México | 0:3 (0:0) | Suecia                                                       | Ekaterimburgo Arena, Ekaterimburgo                        |                                                           |
| 19:00 YEKT (UTC+5)                                                                              |        | Reporte   | Augustinsson 50' · Granqvist 62' (pen.) · Álvarez 74' (a.g.) | Asistencia: 33 061 espectadores Árbitro(s): Néstor Pitana | Asistencia: 33 061 espectadores Árbitro(s): Néstor Pitana |
| Amonestación más rápida en la historia de la Copa del Mundo (Jesús Gallardo a los 13 segundos). |        |           |                                                              |                                                           |                                                           |

### Octavos de final
| 2 de julio de 2018 | Brasil                   | 2:0 (0:0) | México | Samara Arena, Samara                                        |                                                             |
| 18:00 SAMT (UTC+4) | Neymar 51' · Firmino 88' | Reporte   |        | Asistencia: 41 970 espectadores Árbitro(s): Gianluca Rocchi | Asistencia: 41 970 espectadores Árbitro(s): Gianluca Rocchi |

## Catar 2022

### Grupo C
| Selección      | Pts | PJ | PG | PE | PP | GF | GC | Dif |
| -------------- | --- | -- | -- | -- | -- | -- | -- | --- |
| Argentina      | 6   | 3  | 2  | 0  | 1  | 5  | 2  | 3   |
| Polonia        | 4   | 3  | 1  | 1  | 1  | 2  | 2  | 0   |
| México         | 4   | 3  | 1  | 1  | 1  | 2  | 3  | -1  |
| Arabia Saudita | 3   | 3  | 1  | 0  | 2  | 3  | 5  | -2  |

| 22 de noviembre | México | 0:0     | Polonia | Estadio 974, Doha                                                              |                                                                                |
| 19:00           |        | Reporte |         | Asistencia: 39 369 espectadores Árbitro(s): Christopher Beath VAR: Shaun Evans | Asistencia: 39 369 espectadores Árbitro(s): Christopher Beath VAR: Shaun Evans |

| 26 de noviembre | Argentina                   | 2:0 (0:0) | México | Estadio Icónico, Lusail                                                             |                                                                                     |
| 22:00           | - Messi 64' - Fernández 87' | Reporte   |        | Asistencia: 88 966 espectadores Árbitro(s): Daniele Orsato VAR: Massimiliano Irrati | Asistencia: 88 966 espectadores Árbitro(s): Daniele Orsato VAR: Massimiliano Irrati |

| 30 de noviembre | Arabia Saudita      | 1:2 (0:0) | México                    | Estadio Icónico, Lusail                                                             |                                                                                     |
| 22:00           | S. Al-Dawsari 90+5' | Reporte   | - Martín 47' - Chávez 52' | Asistencia: 84 985 espectadores Árbitro(s): Michael Oliver VAR: Massimiliano Irrati | Asistencia: 84 985 espectadores Árbitro(s): Michael Oliver VAR: Massimiliano Irrati |

## Estadísticas finales

### Balance general
| Edición                           | Resultado                               | Posición                                | PJ                                      | PG                                      | PE                                      | PP                                      | GF                                      | GC                                      | Dif.                                    | Pts.                                    | Rend.                                   | Goleador                                          |
| --------------------------------- | --------------------------------------- | --------------------------------------- | --------------------------------------- | --------------------------------------- | --------------------------------------- | --------------------------------------- | --------------------------------------- | --------------------------------------- | --------------------------------------- | --------------------------------------- | --------------------------------------- | ------------------------------------------------- |
| Uruguay 1930                      | Primera fase                            | 13.º                                    | 3                                       | 0                                       | 0                                       | 3                                       | 4                                       | 13                                      | -9                                      | 0                                       | 0%                                      | Manuel Rosas: 2                                   |
| Italia 1934                       | No se clasificó                         | No se clasificó                         | No se clasificó                         | No se clasificó                         | No se clasificó                         | No se clasificó                         | No se clasificó                         | No se clasificó                         | No se clasificó                         | No se clasificó                         | No se clasificó                         | No se clasificó                                   |
| Francia 1938                      | No participó                            | No participó                            | No participó                            | No participó                            | No participó                            | No participó                            | No participó                            | No participó                            | No participó                            | No participó                            | No participó                            | No participó                                      |
| Brasil 1950                       | Primera fase                            | 12.º                                    | 3                                       | 0                                       | 0                                       | 3                                       | 2                                       | 10                                      | -8                                      | 0                                       | 0%                                      | Ortiz, Casarín                                    |
| Suiza 1954                        | Primera fase                            | 13.º                                    | 2                                       | 0                                       | 0                                       | 2                                       | 2                                       | 8                                       | -6                                      | 0                                       | 0%                                      | Lamadrid, Balcázar                                |
| Suecia 1958                       | Primera fase                            | 16.º                                    | 3                                       | 0                                       | 1                                       | 2                                       | 1                                       | 8                                       | -7                                      | 1                                       | 16.6%                                   | Jaime Belmonte                                    |
| Chile 1962                        | Primera fase                            | 11.º                                    | 3                                       | 1                                       | 0                                       | 2                                       | 3                                       | 4                                       | -1                                      | 2                                       | 33.3%                                   | Díaz, del Águila, Hernández                       |
| Inglaterra 1966                   | Primera fase                            | 12.º                                    | 3                                       | 0                                       | 2                                       | 1                                       | 1                                       | 3                                       | -2                                      | 2                                       | 33.3%                                   | Enrique Borja                                     |
| México 1970                       | Cuartos de final                        | 6.º                                     | 4                                       | 2                                       | 1                                       | 1                                       | 6                                       | 4                                       | 2                                       | 5                                       | 62.5%                                   | Javier Valdivia: 2                                |
| Alemania 1974                     | No se clasificó                         | No se clasificó                         | No se clasificó                         | No se clasificó                         | No se clasificó                         | No se clasificó                         | No se clasificó                         | No se clasificó                         | No se clasificó                         | No se clasificó                         | No se clasificó                         | No se clasificó                                   |
| Argentina 1978                    | Primera fase                            | 16.º                                    | 3                                       | 0                                       | 0                                       | 3                                       | 2                                       | 12                                      | -10                                     | 0                                       | 0%                                      | Rangel, Vázquez                                   |
| España 1982                       | No se clasificó                         | No se clasificó                         | No se clasificó                         | No se clasificó                         | No se clasificó                         | No se clasificó                         | No se clasificó                         | No se clasificó                         | No se clasificó                         | No se clasificó                         | No se clasificó                         | No se clasificó                                   |
| México 1986                       | Cuartos de final                        | 6.º                                     | 5                                       | 3                                       | 2                                       | 0                                       | 6                                       | 2                                       | 4                                       | 8                                       | 80%                                     | Fernando Quirarte: 2                              |
| Italia 1990                       | Suspendido por la FIFA                  | Suspendido por la FIFA                  | Suspendido por la FIFA                  | Suspendido por la FIFA                  | Suspendido por la FIFA                  | Suspendido por la FIFA                  | Suspendido por la FIFA                  | Suspendido por la FIFA                  | Suspendido por la FIFA                  | Suspendido por la FIFA                  | Suspendido por la FIFA                  | Suspendido por la FIFA                            |
| Estados Unidos 1994               | Octavos de final                        | 13.º                                    | 4                                       | 1                                       | 2                                       | 1                                       | 4                                       | 4                                       | 0                                       | 5                                       | 41.6%                                   | Luis García: 2                                    |
| Francia 1998                      | Octavos de final                        | 13.º                                    | 4                                       | 1                                       | 2                                       | 1                                       | 8                                       | 7                                       | 1                                       | 5                                       | 41.6%                                   | Luis Hernández: 4                                 |
| Corea del Sur y Japón 2002        | Octavos de final                        | 11.º                                    | 4                                       | 2                                       | 1                                       | 1                                       | 4                                       | 4                                       | 0                                       | 7                                       | 58.3%                                   | Jared Borgetti: 2                                 |
| Alemania 2006                     | Octavos de final                        | 15.º                                    | 4                                       | 1                                       | 1                                       | 2                                       | 5                                       | 5                                       | 0                                       | 4                                       | 33.3%                                   | Omar Bravo: 2                                     |
| Sudáfrica 2010                    | Octavos de final                        | 14.º                                    | 4                                       | 1                                       | 1                                       | 2                                       | 4                                       | 5                                       | -1                                      | 4                                       | 33.3%                                   | Javier Hernández: 2                               |
| Brasil 2014                       | Octavos de final                        | 10.º                                    | 4                                       | 2                                       | 1                                       | 1                                       | 5                                       | 3                                       | 2                                       | 7                                       | 58.3%                                   | Peralta, Guardado, Márquez, Hernández, dos Santos |
| Rusia 2018                        | Octavos de final                        | 12.º                                    | 4                                       | 2                                       | 0                                       | 2                                       | 3                                       | 6                                       | -3                                      | 6                                       | 50%                                     | Lozano, Hernández y Vela                          |
| Catar 2022                        | Primera fase                            | 22.º                                    | 3                                       | 1                                       | 1                                       | 1                                       | 2                                       | 3                                       | -1                                      | 4                                       | 44.4%                                   | Henry Martín y Luis Gerardo Chávez                |
| Canadá-Estados Unidos-México 2026 | Clasificado por su estatus de anfitrión | Clasificado por su estatus de anfitrión | Clasificado por su estatus de anfitrión | Clasificado por su estatus de anfitrión | Clasificado por su estatus de anfitrión | Clasificado por su estatus de anfitrión | Clasificado por su estatus de anfitrión | Clasificado por su estatus de anfitrión | Clasificado por su estatus de anfitrión | Clasificado por su estatus de anfitrión | Clasificado por su estatus de anfitrión | Clasificado por su estatus de anfitrión           |
| Total                             | 17/22                                   | 13.º                                    | 60                                      | 17                                      | 15                                      | 28                                      | 62                                      | 101                                     | -39                                     | 60                                      | 39.7%                                   | Luis Hernández y Javier Hernández: 4              |

- A partir de Estados Unidos 1994 se otorgan tres puntos por partido ganado.

### Tabla estadística
| Pos. | Selección | Ediciones | Pts. | PJ | PG | PE | PP | GF | GC  | Dif. | Rend.  |
| ---- | --------- | --------- | ---- | -- | -- | -- | -- | -- | --- | ---- | ------ |
| 12   | Rusia     | 11        | 67   | 45 | 19 | 10 | 16 | 77 | 54  | 23   | 49,62% |
| 13   | México    | 17        | 66   | 60 | 17 | 15 | 28 | 62 | 101 | -39  | 36,66% |
| 14   | Serbia    | 13        | 63   | 49 | 18 | 9  | 22 | 71 | 71  | 0    | 42,85% |

- Tabla realizada bajo el formato de tres puntos por victoria en todos los casos.

### Por rival
| Selección       | Conf.    | PJ | PG | PE | PP | GF | GC  | Dif. | Rend.  |
| --------------- | -------- | -- | -- | -- | -- | -- | --- | ---- | ------ |
| Angola          | CAF      | 1  | 0  | 1  | 0  | 0  | 0   | 0    | 33.33% |
| Alemania        | UEFA     | 4  | 1  | 1  | 2  | 2  | 8   | -6   | 33.33% |
| Arabia Saudita  | AFC      | 1  | 1  | 0  | 0  | 2  | 1   | 1    | 100%   |
| Argentina       | CONMEBOL | 4  | 0  | 0  | 4  | 5  | 13  | -8   | 0%     |
| Bélgica         | UEFA     | 3  | 2  | 1  | 0  | 5  | 3   | 2    | 77.77% |
| Brasil          | CONMEBOL | 5  | 0  | 1  | 4  | 0  | 13  | -11  | 0.083% |
| Bulgaria        | UEFA     | 2  | 1  | 1  | 0  | 3  | 1   | 2    | 66.66% |
| Camerún         | CAF      | 1  | 1  | 0  | 0  | 1  | 0   | 1    | 100%   |
| Chile           | CONMEBOL | 1  | 0  | 0  | 1  | 0  | 3   | -3   | 0%     |
| Corea del Sur   | AFC      | 2  | 2  | 0  | 0  | 5  | 2   | 3    | 100%   |
| Croacia         | UEFA     | 2  | 2  | 0  | 0  | 4  | 1   | 3    | 100%   |
| Ecuador         | CONMEBOL | 1  | 1  | 0  | 0  | 2  | 1   | 1    | 100%   |
| El Salvador     | CONCACAF | 1  | 1  | 0  | 0  | 4  | 0   | 4    | 100%   |
| España          | UEFA     | 1  | 0  | 0  | 1  | 0  | 1   | -1   | 0%     |
| Estados Unidos  | CONCACAF | 1  | 0  | 0  | 1  | 0  | 2   | -2   | 0%     |
| Francia         | UEFA     | 4  | 1  | 1  | 2  | 6  | 8   | -2   | 33.33% |
| Gales           | UEFA     | 1  | 0  | 1  | 0  | 1  | 1   | 0    | 33.33% |
| Hungría         | UEFA     | 1  | 0  | 0  | 1  | 0  | 4   | -4   | 0%     |
| Inglaterra      | UEFA     | 1  | 0  | 0  | 1  | 0  | 2   | -2   | 0%     |
| Irán            | AFC      | 1  | 1  | 0  | 0  | 3  | 1   | 2    | 100%   |
| Irak            | AFC      | 1  | 1  | 0  | 0  | 1  | 0   | 1    | 100%   |
| Irlanda         | UEFA     | 1  | 1  | 0  | 0  | 2  | 1   | 1    | 100%   |
| Italia          | UEFA     | 3  | 0  | 2  | 1  | 3  | 6   | -3   | 22,22% |
| Noruega         | UEFA     | 1  | 0  | 0  | 1  | 0  | 1   | -1   | 0%     |
| Países Bajos    | UEFA     | 2  | 0  | 1  | 1  | 3  | 4   | -1   | 16.66% |
| Paraguay        | CONMEBOL | 1  | 0  | 1  | 0  | 1  | 1   | 0    | 33.33% |
| Polonia         | UEFA     | 2  | 0  | 1  | 1  | 1  | 3   | -2   | 0%     |
| Portugal        | UEFA     | 1  | 0  | 0  | 1  | 1  | 2   | -1   | 0%     |
| República Checa | UEFA     | 1  | 1  | 0  | 0  | 3  | 1   | 2    | 100%   |
| Rusia           | UEFA     | 1  | 0  | 1  | 0  | 0  | 0   | 0    | 33.3%  |
| Serbia          | UEFA     | 1  | 0  | 0  | 1  | 1  | 4   | -3   | 0%     |
| Sudáfrica       | CAF      | 1  | 0  | 1  | 0  | 1  | 1   | 1    | 33.33% |
| Suecia          | UEFA     | 2  | 0  | 0  | 2  | 0  | 6   | -6   | 0%     |
| Suiza           | UEFA     | 1  | 0  | 0  | 1  | 1  | 2   | -1   | 0%     |
| Túnez           | CAF      | 1  | 0  | 0  | 1  | 1  | 3   | -2   | 0%     |
| Uruguay         | CONMEBOL | 2  | 0  | 1  | 1  | 0  | 1   | -1   | 16.66% |
| Total           | Total    | 60 | 17 | 15 | 28 | 61 | 101 | -39  | 35%    |

### Más encuentros
| Pos.                                           | Jugador                    | P. J. | G | Prom. | Ref.   |
| ---------------------------------------------- | -------------------------- | ----- | - | ----- | ------ |
| 1                                              | Rafael Márquez             | 19    | 3 | 0.15  | [ 6 ]  |
| 2                                              | Andrés Guardado            | 13    | 1 | 0.08  | [ 9 ]  |
| 3                                              | Javier Hernández           | 12    | 4 | 0.33  | [ 10 ] |
| 3                                              | Héctor Moreno              | 12    | 0 | 0     | [ 11 ] |
| 4                                              | Cuauhtémoc Blanco          | 11    | 3 | 0.27  | [ 12 ] |
| 4                                              | Gerardo Torrado            | 11    | 1 | 0.09  | [ 13 ] |
| 4                                              | Antonio Carbajal           | 11    | 0 | 0     | [ 7 ]  |
| 4                                              | Guillermo Ochoa            | 11    | 0 | 0     | [ 14 ] |
| 5                                              | Carlos Salcido             | 10    | 0 | 0     | [ 15 ] |
| 5                                              | Giovani Dos Santos         | 10    | 1 | 0.1   | [ 16 ] |
| 6                                              | Salvador Reyes             | 9     | 0 | 0     | [ 17 ] |
| 6                                              | Francisco Javier Rodríguez | 9     | 0 | 0     |        |
| 7                                              | Alberto García Aspe        | 8     | 2 | 0.25  | [ 18 ] |
| 7                                              | Hugo Sánchez               | 8     | 1 | 0.12  | [ 19 ] |
| 7                                              | Jesús Arellano             | 8     | 0 | 0     | [ 20 ] |
| 7                                              | Jorge Campos               | 8     | 0 | 0     | [ 21 ] |
| 7                                              | Claudio Suárez             | 8     | 0 | 0     | [ 22 ] |
| Última actualización: 30 de noviembre de 2022. |                            |       |   |       |        |

### Máximos goleadores
| Pos.                                          | Jugador             | G | P. J. | Prom. | Ref.   |
| --------------------------------------------- | ------------------- | - | ----- | ----- | ------ |
| 1                                             | Luis Hernández      | 4 | 7     | 0.57  | [ 5 ]  |
| 2                                             | Javier Hernández    | 4 | 12    | 0.33  | [ 24 ] |
| 2                                             | Cuauhtémoc Blanco   | 3 | 11    | 0.27  | [ 12 ] |
| 2                                             | Rafael Márquez      | 3 | 19    | 0.15  | [ 6 ]  |
| 5                                             | Manuel Rosas        | 2 | 3     | 0.66  | [ 25 ] |
| 5                                             | Ricardo Peláez      | 2 | 3     | 0.66  | [ 26 ] |
| 5                                             | Omar Bravo          | 2 | 3     | 0.66  | [ 27 ] |
| 5                                             | Javier Valdivia     | 2 | 4     | 0.50  | [ 28 ] |
| 5                                             | Luis García         | 2 | 4     | 0.50  | [ 29 ] |
| 5                                             | Fernando Quirarte   | 2 | 5     | 0.40  | [ 30 ] |
| 5                                             | Jared Borgetti      | 2 | 6     | 0.33  | [ 31 ] |
| 5                                             | Alberto García Aspe | 2 | 8     | 0.25  | [ 18 ] |
| Última actualización: 30 de noviembre de 2022 |                     |   |       |       |        |

### Más asistencias
| Pos. | Jugador             | Asistencias | P. J. | Prom. | Ref.   |
| ---- | ------------------- | ----------- | ----- | ----- | ------ |
| 1    | Luis García         | 3           | 4     | 0,75  | [ 29 ] |
| 1    | Hugo Sánchez        | 3           | 8     | 0.37  | [ 19 ] |
| 1    | Alberto García Aspe | 3           | 8     | 0.37  | [ 18 ] |
| 1    | Cuauhtémoc Blanco   | 3           | 11    | 0.27  | [ 12 ] |
| 5    | Mario Méndez        | 2           | 4     | 0.50  | [ 32 ] |
| 5    | Gerardo Torrado     | 2           | 11    | 0.18  | [ 13 ] |
| 5    | Rafael Márquez      | 2           | 16    | 0.12  | [ 6 ]  |

### Más participaciones
| Pos. | Jugador             | Part. | Ediciones                     |
| ---- | ------------------- | ----- | ----------------------------- |
| 1    | Antonio Carbajal    | 5     | 1950, 1954, 1958, 1962 y 1966 |
| 1    | Rafael Márquez      | 5     | 2002, 2006, 2010, 2014 y 2018 |
| 1    | Andrés Guardado     | 5     | 2006, 2010, 2014, 2018 y 2022 |
| 1    | Guillermo Ochoa     | 5     | 2006, 2010, 2014, 2018 y 2022 |
| 2    | Héctor Moreno       | 4     | 2010, 2014, 2018 y 2022       |
| 3    | Raúl Cárdenas       | 3     | 1954, 1958 y 1962             |
| 3    | Salvador Reyes      | 3     | 1958, 1962 y 1966             |
| 3    | Isidoro Díaz        | 3     | 1962, 1966 y 1970             |
| 3    | Hugo Sánchez        | 3     | 1978, 1986 y 1994             |
| 3    | Jorge Campos        | 3     | 1994, 1998 y 2002             |
| 3    | Alberto García Aspe | 3     | 1994, 1998 y 2002             |
| 3    | Claudio Suárez      | 3     | 1994, 1998 y 2006             |
| 3    | Oswaldo Sánchez     | 3     | 1998, 2002 y 2006             |
| 3    | Jesús Arellano      | 3     | 1998, 2002 y 2006             |
| 3    | Cuauhtémoc Blanco   | 3     | 1998, 2002 y 2010             |
| 3    | Oscar Pérez         | 3     | 1998, 2002 y 2010             |
| 3    | Gerardo Torrado     | 3     | 2002, 2006 y 2010             |
| 3    | Francisco Rodríguez | 3     | 2006, 2010 y 2014             |
| 3    | Carlos Salcido      | 3     | 2006, 2010 y 2014             |
| 3    | Giovani Dos Santos  | 3     | 2010, 2014 y 2018             |
| 3    | Javier Hernández    | 3     | 2010, 2014 y 2018             |
| 3    | Raúl Jiménez        | 3     | 2014, 2018 y 2022             |
| 3    | Héctor Herrera      | 3     | 2014, 2018 y 2022             |